# Décathlon aux championnats du monde d'athlétisme 2001
Navigation
Séville 1999 Paris 2003
Le concours du décathlon des championnats du monde d'athlétisme 2001 s'est déroulé les 6 et 7 août 2001 au stade du Commonwealth d'Edmonton, au Canada. Il est remporté par le Tchèque Tomáš Dvořák.
Le nouveau détenteur du record du monde, Roman Šebrle, également Tchèque, arrive à Edmonton blessé et ne sera jamais en mesure de briguer une place sur le podium. Il terminera 10e. C'est Tomáš Dvořák, le tenant du titre, qui prend le meilleur départ avec le second temps au 100 m et la première place à la longueur puis au poids. Le vice-champion du monde en titre, le Britannique Dean Macey, réussit 2,15 m à la hauteur et remporte de haute lutte le 400 m en 46 s 21 avec deux centièmes d'avance sur l'Estonien Erki Nool, ce qui lui confère un point d'avance sur Dvořák à mi-parcours. Macey totalise alors 92 pts de plus qu'à Séville. 
Le lendemain, il réalise de nouveaux records personnels mais perd des points à la perche puis au javelot. Il est dépassé par Dvořák qui prend la tête au 110 m haies puis par Nool auteur d'un saut à 5,40 m à la perche. Après le javelot les trois premières places sont fixées et le Tchèque, malgré un record personnel à la perche et une victoire au javelot, ne peut plus espérer menacer le record du monde. Il remporte son troisième titre mondial d'affilée après 1997 et 1999.

## Médaillés
| Or           | Argent    | Bronze     |
| Tomáš Dvořák | Erki Nool | Dean Macey |

## Résultats
| Rang               | Athlète             | Pays        | Total        | 100 m   | Long.  | Poids   | Haut.  | 400 m   | 110 m h. | Disque  | Perche | Jav.    | 1 500 m       |
| ------------------ | ------------------- | ----------- | ------------ | ------- | ------ | ------- | ------ | ------- | -------- | ------- | ------ | ------- | ------------- |
| Médaille d'or      | Tomáš Dvořák        | Tchéquie    | 8 902 pts CR | 10 s 62 | 8,07 m | 16,57 m | 2,00 m | 47 s 74 | 13 s 80  | 45,51 m | 5,00 m | 68,53 m | 4 min 35 s 13 |
| Médaille d'argent  | Erki Nool           | Estonie     | 8 815 pts NR | 10 s 60 | 7,63 m | 14,90 m | 2,03 m | 46 s 23 | 14 s 40  | 43,40 m | 5,40 m | 67,01 m | 4 min 29 s 58 |
| Médaille de bronze | Dean Macey          | Royaume-Uni | 8 603 pts PB | 10 s 72 | 7,59 m | 15,41 m | 2,15 m | 46 s 21 | 14 s 34  | 46,96 m | 4,70 m | 54,61 m | 4 min 29 s 05 |
| 4                  | Attila Zsivoczky    | Hongrie     | 8 371 pts SB | 10 s 97 | 6,99 m | 14,65 m | 2,18 m | 48 s 86 | 15 s 19  | 47,23 m | 4,90 m | 62,43 m | 4 min 23 s 23 |
| 5                  | Lev Lobodin         | Russie      | 8 352 pts    | 10 s 74 | 7,15 m | 16,16 m | 2,03 m | 48 s 78 | 14 s 42  | 44,95 m | 5,10 m | 54,68 m | 4 min 31 s 77 |
| 6                  | Jiří Ryba           | Tchéquie    | 8 332 pts SB | 11 s 14 | 7,17 m | 13,76 m | 2,09 m | 48 s 76 | 14 s 33  | 47,40 m | 5,10 m | 56,04 m | 4 min 20 s 66 |
| 7                  | Stefan Schmid       | Allemagne   | 8 307 pts SB | 10 s 87 | 7,43 m | 13,55 m | 1,97 m | 47 s 86 | 14 s 57  | 43,16 m | 5,10 m | 65,13 m | 4 min 33 s 98 |
| 8                  | Laurent Hernu       | France      | 8 280 pts PB | 10 s 97 | 7,31 m | 14,43 m | 2,03 m | 49 s 31 | 14 s 01  | 43,93 m | 5,10 m | 59,90 m | 4 min 37 s 41 |
| 9                  | Aleksandr Yurkov    | Ukraine     | 8 264 pts    | 10 s 93 | 7,37 m | 15,15 m | 1,97 m | 49 s 45 | 14 s 41  | 48,10 m | 5,00 m | 58,63 m | 4 min 38 s 43 |
| 10                 | Roman Šebrle        | Tchéquie    | 8 174 pts    | 10 s 91 | 7,67 m | 15,43 m | 2,00 m | 48 s 18 | 16 s 97  | 47,41 m | 4,60 m | 65,75 m | 4 min 31 s 04 |
| 11                 | Mike Nolan          | Canada      | 8 169 pts PB | 11 s 29 | 6,98 m | 15,17 m | 1,97 m | 49 s 86 | 14 s 86  | 50,30 m | 4,90 m | 64,57 m | 4 min 31 s 44 |
| 12                 | Mario Aníbal        | Portugal    | 8 155 pts    | 10 s 84 | 7,11 m | 15,35 m | 2,00 m | 48 s 46 | 14 s 45  | 44,22 m | 5,00 m | 53,23 m | 4 min 36 s 64 |
| 13                 | Zsolt Kürtösi       | Hongrie     | 8 097 pts    | 11 s 03 | 7,17 m | 15,34 m | 2,06 m | 48 s 68 | 14 s 50  | 45,20 m | 4,70 m | 58,87 m | 4 min 49 s 61 |
| 14                 | Benjamin Jensen     | Norvège     | 8 090 pts SB | 10 s 79 | 7,08 m | 14,47 m | 1,88 m | 48 s 27 | 14 s 22  | 39,89 m | 5,30 m | 56,51 m | 4 min 36 s 45 |
| 15                 | Phil McMullen       | États-Unis  | 8 079 pts    | 11 s 39 | 6,94 m | 15,12 m | 1,97 m | 49 s 08 | 15 s 09  | 48,85 m | 5,10 m | 53,50 m | 4 min 20 s 84 |
| 16                 | Chiel Warners       | Pays-Bas    | 7 916 pts    | 10 s 90 | 7,48 m | 14,47 m | 1,94 m | 48 s 28 | 14 s 36  | 44,93 m | 4,30 m | 55,89 m | 4 min 48 s 33 |
| 17                 | Kip Janvrin         | États-Unis  | 7 905 pts    | 11 s 17 | 6,72 m | 13,45 m | 1,88 m | 48 s 26 | 14 s 77  | 43,39 m | 5,00 m | 57,96 m | 4 min 19 s 26 |
| —                  | Sebastian Knabe     | Allemagne   | DNF          | 10 s 90 | 7,47 m | 14,45 m | 1,97 m | 48 s 19 | DNF      | 44,36 m | 4,70 m | 49,37 m | DNS           |
| —                  | Bryan Clay          | États-Unis  | DNF          | 10 s 73 | 7,20 m | 12,79 m | 1,94 m | 49 s 64 | 14 s 53  | 46,63 m | NM     |         |               |
| —                  | Jón Arnar Magnússon | Islande     | DNF          | 11 s 01 | 5,83 m | 14,78 m | 1,94 m | DNS     |          |         |        |         |               |
| —                  | Klaus Ambrosch      | Autriche    | DNF          | 11 s 07 | NM     | 14,16 m | 1,85 m | DNS     |          |         |        |         |               |
| —                  | Eduard Hämäläinen   | Finlande    | DNF          | 11 s 06 | 7,13 m | NM      |        |         |          |         |        |         |               |

## Légende
Records et Performances
- AR : Record continental (area record)
- CR : Record des championnats (championship record)
- MR : Record du meeting (meet record)
- NR : Record national (national record)
- OR : Record olympique (olympic record)
- PR : Record paralympique (paralympic record)
- PB : Record personnel (personal best)
- SB : Meilleure performance personnelle de la saison (season's best)
- WL : Meilleure performance mondiale de l'année (world leader)
- WJR : Record du monde junior (world junior record)
- WR : Record du monde (world record)

Circonstances et Conditions
- DNF : N'a pas terminé (did not finish)
- DNS : N'a pas pris le départ (did not start)
- DQ : Disqualification (disqualification)
- NM : Aucun essai valable enregistré (No Mark)
- Q : Qualifié « directement » au prochain tour (ou à la prochaine compétition), lors d'une compétition majeure, grâce au classement ou à la réalisation des minima (automatic qualifier)
- q : Qualifié au prochain tour (ou à la prochaine compétition), lors d'une compétition majeure, grâce au repêchage ou à la réalisation de l'une des meilleures performances parmi celles des « non qualifiés directement » (grâce au meilleur temps ou à la meilleure distance par exemple) (secondary qualifier)